# Емтрицитабін
Емтрицитабін (міжнародна транскрипція FTC) — синтетичний противірусний препарат з групи нуклеозидних інгібіторів зворотньої транскриптази для прийому всередину. Емтрицитабін розроблений компанією «Gilead Sciences», яка випускає його під торговою маркою «Емтріва».

## Фармакологічні властивості
Емтрицитабін — синтетичний противірусний препарат з групи нуклеозидних інгібіторів зворотньої транскриптази. Механізм дії препарату полягає в утворенні активного метаболіту — емцитарабіну 5-трифосфату, що інгібує фермент вірусу ВІЛ зворотню транскриптазу та інгібує α-, β- та γ-ДНК-полімерази. Емтрицитабін активний до вірусу імунодефіциту людини та вірусу гепатиту B, тому препарат застосовується при поєднаній інфекції ВІЛ та вірусного гепатиту B.

### Фармакокінетика
Емтрицитабін при прийомі всередину швидко всмоктується. Біодоступність препарату при прийомі таблеток становить 93%, при прийомі розчину — 75%. В клітинах емтрицитабін фосфорилюється до активного метаболіту — емцитарабіну 5-трифосфату, що має подовжений час напіввиведення (39 год. з клітини). Препарат проникає через гематоенцефалічний бар'єр. Емтрицитабін проникає через плацентарний бар'єр та виділяється в грудне молоко. Препарат в незначній кількості (13%) метаболізується в печінці з утворенням неактивних метаболітів. Емтрицитабін виводиться з організму переважно нирками в незміненому вигляді. Період напіввиведення препарату складає 10 годин, при порушенні функції нирок цей час може збільшуватись.

## Показання до застосування
Емтрицитабін застосовується в складі комбінованої терапії для лікування ВІЛ-інфекції та для постконтактної профілактики при імовірності зараженням вірусом ВІЛ. Емтрицитабін застосовується також при поєднаній інфекції ВІЛ та вірусного гепатиту B виключно у складі комбінованої терапії. Монотерапія препаратом не застосовується у зв'язку з швидким розвитком резистентності вірусу ВІЛ та вірусу гепатиту B до препарату.

## Побічна дія
Емтрицитабін має незначну токсичність та у більшості випадків при його застосуванні не спостерігається важких побічних ефектів. При застосуванні емтрицитабіну можливі наступні побічні ефекти: дуже часто (більше 10%) головний біль; часто (1—10%) висипання на шкірі, нудота, діарея, загальна слабість, алергічні реакції, безсоння, нейтропенія, підвищення активності амінотрансфераз в крові, підвищення рівня активності амілази в крові, підвищення рівня білірубіну в крові; рідко лактатацидоз, жирова дистрофія печінки, анемія. Нечастим побічним ефектом (до 3% випадків застосування) є також гіперпігментація шкіри на долонях та підошвах, переважно у жителів Африки та афроамериканців. Під час проведення комбінованої антиретровірусної терапії у хворих зростає імовірність лактатацидозу та гепатонекрозу. При проведенні ВААРТ у хворих зростає імовірність розвитку гіпертригліцеридемії, гіперхолестеринемії, інсулінорезистентності, гіперглікемії та гіперлактемії. У хворих, що мають поєднану інфекцію вірусами ВІЛ та вірусу гепатиту B при відміні емтрицитарабіну можуть розвиватися миттєве загострення гепатиту зі значним підвищенням рівня активності трансаміназ та імовірним розвитком печінкової недостатності. Під час проведення ВААРТ зростає імовірність синдрому відновлення імунної системи із загостренням латентних інфекцій та загострення вірусного гепатиту B.

## Протипокази
Емтрицитабін протипоказаний при підвищеній чутливості до препарату, при годуванні грудьми. З обережністю застосовують препарат під час вагітності. Емтрицитабін не застосовують дітям віком до 3 місяців.

## Форми випуску
Емтрицитарабін випускається у вигляді таблеток по 0,2 г та розчину для прийому всередину по 170 мл. у концентрації 10 мг/мл. Емтрицитабін входить до складу комбінованих препаратів «Атріпла» (разом з ефавірензом та тенофовіром) та «Трувада» (разом із тенофовіром).